# Guy du Rousseaud de la Combe
Guy du Rousseaud de la Combe (ou de Lacombe) était criminaliste et avocat au parlement de Paris. Il est mort en 1749. On a imprimé dans quelques dictionnaires qu'il avait été reçu avocat en 1705, quoique dans la préface de son recueil d'arrêts il dise lui-même qu'il ne l'a été qu'en 1737. Il a notamment été l'auteur de l'important "Traité des Matières Criminelles et Droit Criminel suivant l'ordonnance du mois d'août 1670", réédition, constamment remaniée de 1741 à 1768 (les dernières par son fils Nicolas), de l'ouvrage de Pierre Biarnoy de Merville (mort en 1740), paru sous le même titre en 1732. 

### Source
- Biographie universelle, Michaud.